# Eleccions generals de Sud-àfrica de 2024
Les eleccions generals de Sud-àfrica de 2024 es van celebrar el 29 de maig de 2024 per elegir un nou Parlament de Sud-àfrica , així com la legislatura provincial a cadascuna de les nou províncies. Aquestes van ser les setenes eleccions generals celebrades sota les condicions del sufragi universal adult des del final de l'era de l'apartheid el 1994.

## Antecedents
Cyril Ramaphosa fou elegit president del Congrés Nacional Africà (ANC) l'any 2017 i president de la República l'any 2018, després de la dimissió de Jacob Zuma, processat per corrupció, frau, extorsió i blanqueig de capitals. A les eleccions legislatives de 2019, el partit va seguint perdent suport i tot i tenir la majoria absoluta dels vots, va obtenir 230 escons.
A les eleccions municipals de 2021, el Congrés Nacional Africà va rebre menys del 50% dels vots per primera vegada a tot el país en cap elecció des del final de l'apartheid.

## Conseqüències
El Congrés Nacional Africà (ANC) va obtenir el 40,2% dels vots i 159 escons, perdent la seva majoria absoluta al Parlament, el pitjor resultat electoral des que va acabar l'apartheid. El 14 de juny de 2024, l'ANC, Aliança Democràtica, el principal partit de l'oposició, el Partit Inkatha per la Llibertat (IFP) i Aliança Patriòtica (AP) van reelegir Cyril Ramaphosa i acordar un govern d'unitat nacional amb ministeris encapçalats de manera rotatòria, al que es van unir el GOOD poc després de la primera sessió del parlament, el Congrés Panafricanista d'Azània (PAC) el 19, el Freedom Front Plus (FF+) el 20, Moviment Democràtic Unit (MDU) el 21, Rise Mzansi el 22 i Al Jama-ah el 23 de juny. Les negociacions per formació de govern van tensionar l'Aliança Tripartita, i el Partit Comunista de Sud-àfrica va manifestar la seva intenció de presentar-se en solitari en el futur.